# SMS Wittelsbach
«Віттельсбах» (нім. SMS Wittelsbach) — німецький військовий корабель, головний пре-дредноут свого типу Імператорських військово-морських сил Німеччини. Перший корабель, названий на честь Віттельсбахів, південнонімецької династії, що правила у період між 1180 та 1918 роками в Баварії.
«Віттельсбах» був головним кораблем свого типу і першим великої вантажопідйомності, побудованим відповідно до Закону про ВМС 1898 року, за ініціативою грос-адмірала Альфреда фон Тірпіца. «Віттельсбах» був закладений 30 вересня 1899 року на верфі ВМС Вільгельмсгафена та завершений 15 жовтня 1902 року. Основним озброєнням лінкора була батарея з чотирьох 240-мм гармат і корабель розвивав максимальну швидкість 18 вузлів (33 км/год).
Корабель служив у складі I ескадри німецького флоту протягом більшої частини своєї кар'єри в мирний час, яка охоплювала з 1902 по 1910 роки. Протягом цього періоду він залучався до щорічних інтенсивних навчань і тренувань Флоту відкритого моря, а також здійснював візити ввічливості до зарубіжних країн. Він був виведений з експлуатації у вересні 1910 року, але був відновлений у 1911 році для виконання обов'язків в ролі навчального корабля, що тривало до 1914 року.
Після початку Першої світової війни в серпні 1914 року «Віттельсбах» повернули до активної служби в IV бойовій ескадрі. Лінкор брав участь у бойових діях у Балтійському морі проти російського флоту. У серпні 1915 року лінкор активно діяв у битві в Ризькій затоці, але жодного разу не бився з російськими кораблями. Наприкінці 1915 року через неукомплектованість екіпажу та загрозу британських підводних човнів, що діяли на Балтиці, змусили командування Кайзерліхмаріне вивести до резерву старі лінкори, такі як «Віттельсбах». Згодом корабель використовувався як допоміжний корабель, спочатку як навчальний корабель, а потім як плавучу базу. Після війни його переобладнали у плавучі базу для тральщиків, що залучалися до розмінування мінних полів, які були закладені в Північному морі.. У липні 1921 року судно було продано і розібрано на металобрухт.